# Homelite Corporation
Homelite Corporation es un fabricante estadounidense de herramientas motorizadas como motosierras, sopladores de hojas o desbrozadoras. Destacó por ser uno de los mayores fabricantes de generadores eléctricos portátiles y motosierras de nivel profesional y de consumo posterior a la Segunda Guerra Mundial, y es reconocida por haber producido la primera motosierra operable por un solo hombre del mundo. 

## Historia
Orígenes
En 1921, el empresario Charles H. Ferguson de Port Chester, Nueva York, inventó un generador eléctrico liviano, portátil y alimentado con gasolina. Su compañía recién fundada, Home Electric Lighting Company (abreviada luego como Homelite), hizo posible que miles de granjas y hogares rurales disfrutaran del uso de la electricidad, donde pasarían años antes de que las líneas terrestres llegaran a muchas de estas áreas remotas. Además, muchos de los generadores de Ferguson jugaron un papel importante en el esfuerzo de guerra, proporcionando generadores eléctricos portátiles a disposición de las tropas aliadas durante la Segunda Guerra Mundial. 
Motosierras

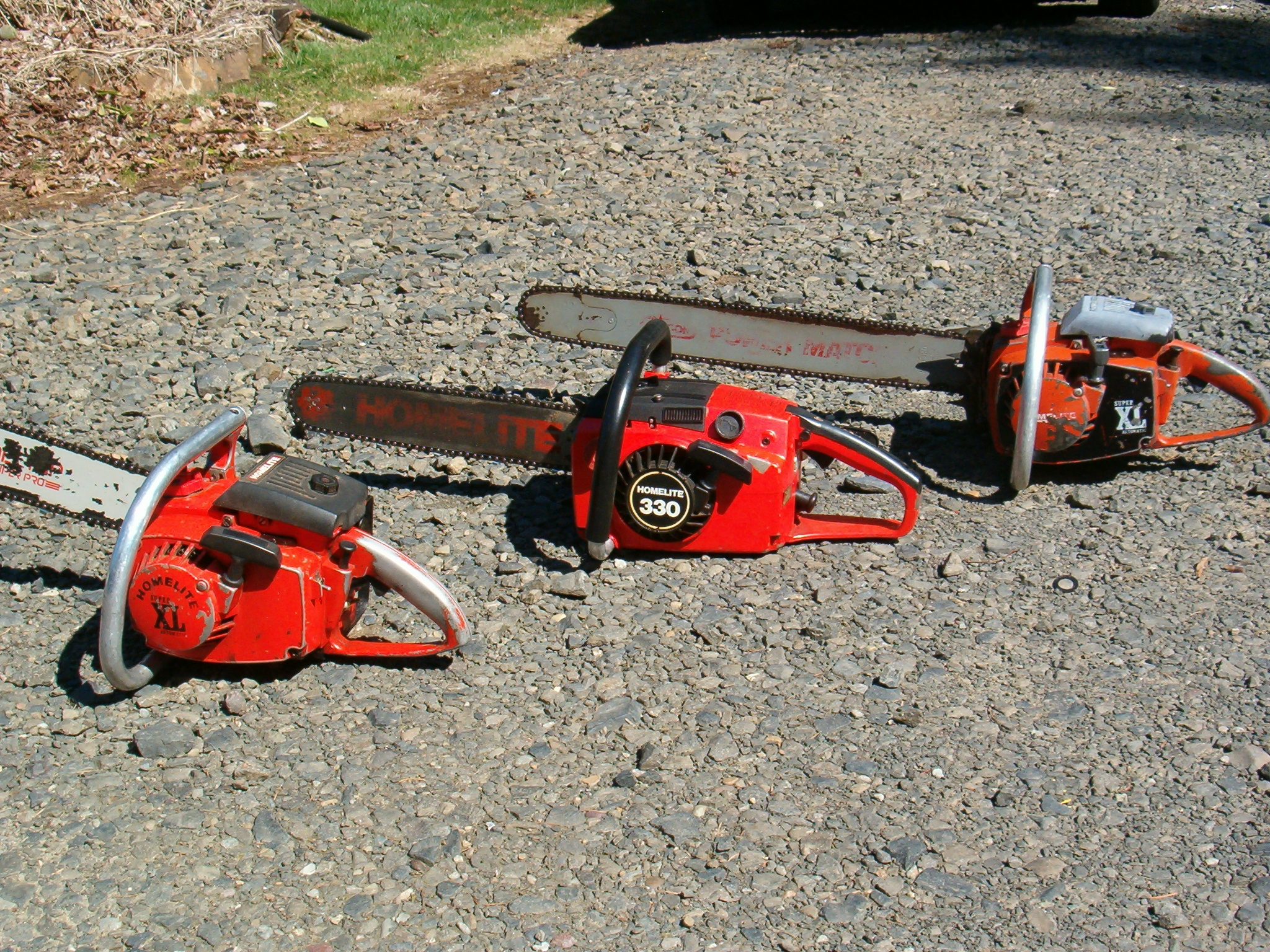
Motosierra Homelite 330 flanqueada por dos motosierras automáticas Homelite Super XL

En 1946, Homelite fabricó su primera motosierra, un modelo eléctrico, y en 1949, lanzó otra innovación, con la primera motosierra manejable por una sola persona (las sierras anteriores generalmente eran demasiado grandes y voluminosas para ser operadas por una sola persona). A mediados de la década de 1960, Homelite se había establecido firmemente como uno de los mayores fabricantes de motosierras del mundo, con modelos que iban desde pequeñas desbrozadoras hasta las sierras de troncos profesionales más avanzadas. El año 1963 vio la introducción de la primera motosierra "ligera" del mundo, la Homelite XL-12 con marco de aleación de magnesio; el número doce denotaba que el motor pesaba apenas doce libras. Esta máquina es ampliamente considerada como una de las motosierras más reconocidas de todos los tiempos.
Textron adquirió Homelite en la década de 1950. 

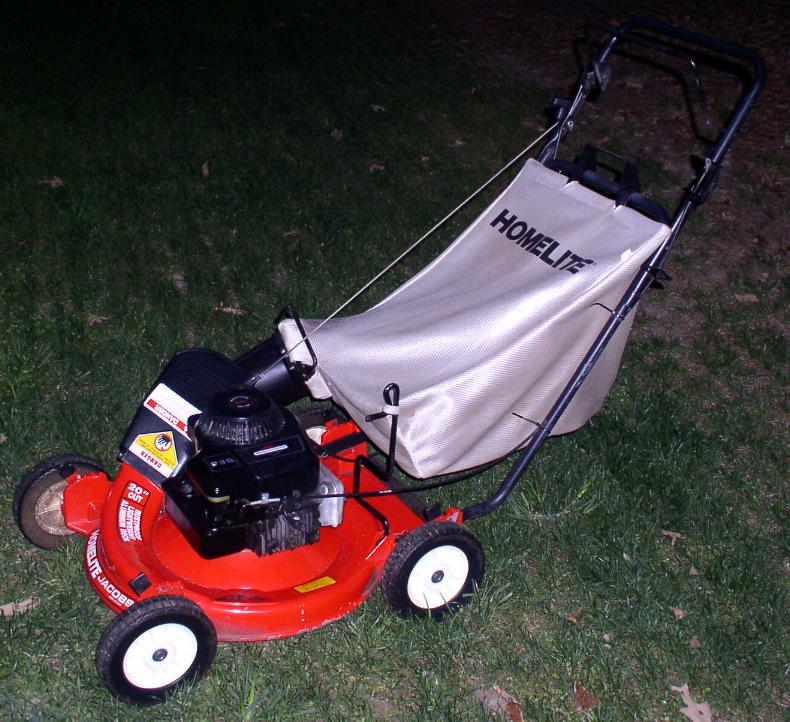
Cortacéspedes Homelite

A partir de finales de la década de 1970, Homelite expandió gradualmente su línea de equipos para incluir desbrozadoras, sopladores de hojas, cortacéspedes y cortasetos. John Deere adquirió la marca en 1994.
Techtronic Industries adquirió Homelite a John Deere en 2001. Homelite ha cambiado su producción principalmente a equipos de jardinería, cortadores de césped, y motosierras de servicio liviano. Las piezas de repuesto para las sierras más antiguas de uso profesional, generalmente proceden de máquinas dadas de baja. Sin embargo, estas sierras fueron construidas para durar, y un buen porcentaje de ellas todavía se mantienen en uso. La empresa matriz de Homelite tiene su sede en Hong Kong. 

## En la cultura popular
- La XL-12 alcanzó notoriedad entre los aficionados al cine de terror, siendo utilizada en películas como The Evil Dead y sus secuelas
- Las motosierras Homelite aparecen en la película La matanza de Texas